# Hautefage
 Hautefage  (en occitano Auta Faja) es una comuna y población de Francia, en la región de Lemosín, departamento de Corrèze, en el distrito de Tulle y cantón de Saint-Privat.
Su población en el censo de 2008 era de 308 habitantes.
La población de este pueblo ha ido en descenso.
No está integrada en ninguna Communauté de communes.

## Demografía
| 444 | 386 | 358 | 330 | 309 | 280 | 308 |
| Para los censos de 1962 a 1999 la población legal corresponde a la población sin duplicidades (Fuente: INSEE [Consultar]) |     |     |     |     |     |     |